# Esofagite
L'esofagite (dal greco oisophagos, esofago, e itis, infiammazione) è una infiammazione acuta o cronica della mucosa dell'esofago.

## Cause
Rare cause di esofagite possono essere l'avvelenamento da sostanze caustiche, le infezioni micotiche (candidosi), virali e batteriche soprattutto nei pazienti immunodepressi, e la radioterapia che provoca come effetto collaterale appunto l'esofagite da raggi. Ma la causa più frequente è la malattia da reflusso gastroesofageo dovuta all'incapacità dello sfintere inferiore dell'esofago di impedire il reflusso di succo gastrico, che svolge un'azione irritante e lesiva nei confronti della mucosa esofagea; si ha esofagite quando i meccanismi difensivi dell'esofago non sono più sufficienti a tamponare l'acidità del contenuto refluito dallo stomaco. Altre cause di esofagite sono la malattia di Crohn e l'esofagite ulcerativa idiopatica, l'esofagite erpetica, la stasi venosa cronica e gli agenti traumatici come l'intubazione.

## Tipi di esofagite
- Esofagite lieve: sono riscontrabili alterazioni solamente microscopiche della mucosa.
- Esofagite erosiva: il danno è nettamente visibile all'esofagogastroscopia, e si presenta in forma di eritema, sanguinamento, ulcerazioni, essudazioni.
- Esofagite stenotica: parziale occlusione del lume esofageo in seguito a fibrosi della sottomucosa.
- Esofago di Barrett: forma di metaplasia caratterizzata da sostituzione dell'epitelio tipico squamoso dell'esofago con un epitelio cilindrico. È complicato da ulcere, tumori, stenosi esofagea.

## Sintomi
I sintomi principali dell'esofagite sono il dolore retrosternale o toracico, disfagia e odinofagia. 
Il principale sintomo del reflusso gastroesofageo è una sensazione di bruciore localizzata nella parte medio-inferiore dello sterno. Il reflusso si verifica principalmente dopo i pasti, viene favorito dalla posizione orizzontale o piegata in avanti, e dall'assunzione di eccessive quantità di cibi grassi, condimenti piccanti, aglio e cipolla, cioccolato, caffè, menta, alcol e bevande gassate; inoltre colpisce con maggiore frequenza i fumatori. Anche alcuni farmaci possono indurre esofagite. Da pochi anni è stata scoperta una correlazione con faringite e laringite catarrale cronica che possono essere causate dal reflusso. Altri sintomi sono la raucedine e la perdita di peso. È possibile l'instaurarsi di quadri di polmonite ab ingestis in caso di aspirazione nei polmoni di cibo.
Spesso è presente l'ernia iatale, ma la sua assenza non esclude la possibilità di una malattia da rigurgito. La persistenza del reflusso può causare un'infiammazione cronica dell'esofago con presenza di ulcere sanguinanti, che talora guariscono lasciando cicatrici stenosanti (stenosi dell'esofago).
Infine si possono avere i sintomi dell'esofagite pure in assenza di danno esofageo, è qui che si parla quindi di esofago ipersensibile.

## Diagnosi
Si basa sulla sintomatologia tipica e sull'eventuale Esofagogastroduodenoscopia, che può essere normale in caso di malattia da reflusso senza esofagite. Se la biopsia eseguita durante l'esofagoscopia dimostra un esofago di Barrett, è necessaria una terapia protratta ed un attento monitoraggio per ridurre il rischio di insorgenza del tumore dell'esofago.
In caso di presenza di sintomi di disfagia, spesso si approfondisce il quadro clinico con l'esecuzione di una Manometria esofagea, a volte associata a pH-metria esofagea.
In casi specifici si può anche eseguire il Test di Bernstein, che consiste nell'instillazione nell'esofago di sostanze debolmente acide, per verificare la possibilità di riproduzione dei sintomi tipici.

## Classificazioni
L'estensione e la severità delle lesioni sono stabilite usando la classificazione di Savary-Miller modificata.
Classificazione dell'esofagite da reflusso secondo Savary-Miller:
- Grado I: erosioni singole o multiple che interessano una singola plica: le erosioni possono essere eritematose o eritematose-essudative
- Grado II: multiple erosioni che interessano più di una plica longitudinale: le erosioni possono essere confluenti senza interessare l'intera circonferenza
- Grado III: erosioni circonferenziali
- Grado IV: ulcera/e, stenosi
- Grado V: epitelio colonnare in continuità con la linea Z, di tipo non-circonferenziale, star-shaped o circonferenziale (Esofago di Barrett)

Classificazione dell'esofagite da reflusso secondo la classificazione Los Angeles
- Grado A: una o più perdite di mucosa della lunghezza di non più di 5 mm senza continuità all'estremità di due pliche mucose
- Grado B: una o più perdite di mucosa della lunghezza superiore ai 5 mm senza continuità all'estremità di due pliche mucose
- Grado C: perdite di mucosa con continuità tra l'estremità di due o più pliche. Ma coinvolgenti meno del 75% della circonferenza esofagea
- Grado D: perdite di mucosa che interessano almeno il 75% della circonferenza esofagea

## Terapia
Inizialmente occorre eliminare i pasti abbondanti e ricchi di grassi, e ridurre nettamente i cibi che facilitano il rigurgito, il fumo e l'obesità. Inoltre è necessario mangiare lentamente e masticare a lungo, evitando di coricarsi subito dopo i pasti. Se questi accorgimenti non sono sufficienti si ricorre a terapia farmacologica per facilitare lo svuotamento gastrico ma soprattutto per ridurre l'acidità del succo gastrico e diminuirne il potere irritante per l'esofago. 
A livello farmacologico, gli inibitori di pompa protonica (IPP; -prazoli) sono attualmente i farmaci di prima scelta, ed hanno quasi completamente sostituito gli anti-H2 (come la Ranitidina); a volte sono associati con farmaci procinetici (Domperidone, Metoclopramide).
In rari casi occorre provvedere con un intervento chirurgico (per il ripristino funzionale della barriera fisiologica antireflusso a livello del SEI/cardias): plastica antireflusso secondo Nissen-Rossetti (Fundoplicatio) o secondo Dor.

## Esofago ipersensibile
Condizione patologica in cui sono presenti i sintomi dell'esofagite in assenza di danni endoscopici rilevabili tramite esofagogastroduodenoscopia.